# ALL 1995〜2010
『ALL 1995-2010』（オール 1995-2010）は、日本のロックバンドSOPHIAの4枚目、5枚目のベスト・アルバムのボックス・セット。2011年1月19日、ユニバーサルミュージックよりリリース。なお、本項では、セットとなっている同時発売のベストアルバム『ALL SINGLES「A」』（オール シングルス・エー）・『ALL B-SIDES「B」』（オール ビーサイズ・ビー）についても記述する。

## 解説
- トイズファクトリー、EMIミュージック・ジャパン、ユニバーサルミュージックの3つのレーベルをまたいだ、初のオールタイム・ベストアルバム。シングルA面曲を集めた『ALL SINGLES「A」』、カップリング曲を集めた『ALL B-SIDES「B」』の2作品をセットにしたものが「1995-2010」である。「1995-2010」は初回限定生産。
- 「A」はCD3枚組、「B」はCD2枚組。「1995-2010」はCD5枚組となる。
- 本作によって、シングルに収録された音源はほぼマスターできる（ただし、リミックスバージョンや一部のバージョン違いの楽曲、ライブ音源は収録されていない）。特にトイズファクトリー時代のシングルはすべて廃盤となっているため、それまで入手困難だった楽曲も、本作の発売により入手が容易になった。

## 収録曲

### ALL SINGLES「A」

#### Disc 1
1. ヒマワリ (5:03)
（作詞：松岡充 作曲：豊田和貴）
1stシングル曲。
2. Early summer rain (4:11)
（作詞：松岡充 作曲：豊田和貴）
2ndシングル曲。
3. Believe (5:49)
（作詞：松岡充 作曲：豊田和貴）
3rdシングル曲。
4. little cloud (6:02)
（作詞・作曲：松岡充）
4thシングル曲。
5. 街 (Single Version) (5:22)
（作詞・作曲：松岡充）
5thシングル曲。
6. 君と揺れていたい (5:50)
（作詞：松岡充 作曲：豊田和貴）
6thシングル曲。
7. ゴキゲン鳥 〜crawler is crazy〜 (4:16)
（作詞：松岡充 作曲：都啓一）
7thシングル曲。
8. 黒いブーツ 〜oh my friend〜 (4:49)
（作詞・作曲：松岡充）
8thシングル曲。
9. ビューティフル (4:49)
（作詞・作曲：松岡充）
9thシングル曲。
10. Place〜 (5:09)
（作詞・作曲：松岡充）
10thシングル曲。
11. OAR (4:18)
（作詞：松岡充 作曲：豊田和貴）
11thシングル曲。
12. ミサイル (3:52)
（作詞・作曲：松岡充）
12thシングル曲。
13. walk (7:07)
（作詞：松岡充 作曲：都啓一）
13thシングル曲。

#### Disc 2
1. 進化論 〜GOOD MORNING! -HELLO! 21st-CENTURY〜 (4:49)
（作詞・作曲：松岡充）
14thシングル曲。
2. KURU KURU (5:09)
（作詞：松岡充 作曲：豊田和貴）
15thシングル曲。
3. STRAWBERRY & LION (4:35)
（作詞・作曲：松岡充）
16thシングル曲。
4. Thank you (6:20)
（作詞・作曲：松岡充）
17thシングル曲。
5. HARD WORKER (5:35)
（作詞：松岡充 作曲：都啓一）
18thシングル曲。
6. ROCK STAR (5:55)
（作詞・作曲：松岡充）
19thシングル曲。
7. 未だ見ぬ景色 (6:11)
（作詞・作曲：松岡充）
20thシングル曲。
8. 理由なきNew Days (4:42)
（作詞・作曲：松岡充）
21stシングル曲。
9. -僕はここにいる- (4:33)
（作詞・作曲：松岡充）
22ndシングル曲。

#### Disc 3
1. 旅の途中 (4:27)
（作詞・作曲：松岡充）
23rdシングル曲。
2. please, please (3:53)
（作詞：松岡充 作曲：豊田和貴）
24thシングル曲。
3. 花は枯れて また咲く (4:56)
（作詞：松岡充 作曲：都啓一）
25thシングル曲。
4. 青い季節 (4:00)
（作詞・作曲：松岡充）
26thシングル曲。
5. ANSWER -イチバンタダシイコタエ- (5:37)
（作詞・作曲：松岡充）
27thシングル曲。
6. one summer day (5:25)
（作詞・作曲：松岡充）
28thシングル曲。
7. brother & sister (3:19)
（作詞・作曲：松岡充）
29thシングル曲。
8. エンドロール (4:08)
（作詞：松岡充 作曲：豊田和貴）
30thシングル曲。
9. stain (4:50)
（作詞・作曲：松岡充）
31stシングル曲。
10. 君と月の光 (6:18)
（作詞・作曲：松岡充）
32ndシングル曲。
11. 星 (4:16)
（作詞・作曲：松岡充）
33rdシングル曲。
12. 青空の破片 (4:06)
（作詞：松岡充 作曲：Margueritto Monnot）
34thシングル曲。
13. Baby Smile (4:57)
（作詞・作曲：松岡充）
35thシングル曲。

### ALL B-SIDES「B」

#### Disc 1
1. Dancing in the moonlight (3:42)
（作詞：松岡充 作曲：都啓一）
1stシングルc/w
2. ブラウンカン ライフ (4:40)
（作詞：松岡充 作曲：都啓一・松岡充）
2ndシングルc/w
3. PINK! (4:09)
（作詞：松岡充 作曲：豊田和貴）
3rdシングルc/w
4. My only season (5:00)
（作詞：松岡充 作曲：都啓一）
4thシングルc/w
5. 「Eternal Flame」 (6:59)
（作詞：松岡充 作曲：豊田和貴）
5thシングルc/w
6. Pre-paration (2:19)
（作詞：松岡充 作曲：豊田和貴）
6thシングルc/w
7. farewell (7:15)
（作詞・作曲：松岡充）
7thシングルc/w
8. 嘘 (3:18)
（作詞：松岡充 作曲：豊田和貴）
9thシングルc/w
9. 紅色の涙 (4:56)
（作詞：松岡充 作曲：都啓一）
10thシングルc/w
10. truth (3:43)
（作詞：松岡充 作曲：豊田和貴）
11thシングルc/w
11. MARY (4:29)
（作詞・作曲：松岡充）
12thシングルc/w
12. 窓の外 街路樹の道 (6:29)
（作詞：松岡充 作曲：豊田和貴）
12thシングルc/w
13. NO EXIT BLUES (4:35)
（作詞・作曲：松岡充）
13thシングルc/w
14. 瓶詰めの 赤い空 (5:32)
（作詞：松岡充 作曲：豊田和貴）
13thシングルc/w
15. Fairly (4:00)
（作詞：松岡充 作曲：都啓一）
14thシングルc/w

#### Disc 2
1. nothing (4:09)
（作詞：松岡充 作曲：豊田和貴）
15thシングルc/w
2. UNDER THE SKY (4:28)
（作詞：松岡充 作曲：都啓一）
16thシングルc/w
3. one (5:04)
（作詞：松岡充 作曲：黒柳能生）
17thシングルc/w
4. piece (3:22)
（作詞：松岡充 作曲：都啓一）
17thシングルc/w
5. NEWSPAPER (3:14)
（作詞：松岡充 作曲：豊田和貴）
18thシングルc/w
6. 生涯労働行進曲 (5:35)
（作詞：松岡充 作曲：都啓一）
18thシングルc/w
7. 手紙 (4:43)
（作詞・作曲：松岡充）
20thシングルc/w
8. コーヒーの二つの役割 〜two parts of coffee〜 (3:32)
（作詞：松岡充 作曲：豊田和貴）
21stシングルc/w
9. GJ escAPE (3:05)
（作詞：松岡充 作曲：豊田和貴）
22ndシングルc/w
10. blue color people (2:55)
（作詞：松岡充 作曲：豊田和貴）
26thシングルc/w
11. アウト (3:20)
（作詞：松岡充 作曲：黒柳能生）
27thシングルc/w
12. HYMNE A L'AMOUR (3:44)
（作詞：Édith Piaf 作曲：Margueritto Monnot）
28thシングルc/w
13. go ahead and try (3:36)
（作詞・作曲：松岡充）
31stシングルc/w
14. 僕のトラック (3:53)
（作詞：松岡充 作曲：豊田和貴）
32ndシングルc/w
15. 男の子 (4:26)
（作詞：松岡充 作曲：都啓一）
33rdシングルc/w